# Appleseed (película)
Appleseed (アップルシード Appurushīdo?) es una película de anime, ciencia ficción y  acción dirigida por Shinji Aramaki. Basada en el manga de Appleseed creado por Masamune Shirow, fue estrenada en Japón el 17 de mayo de 2004. La película cuenta la historia de Deunan Knute, de como ella busca los datos que pueden restaurar las capacidades reproductivas de los bioroides. Aunque esta película comparte ciertas características con la serie original, la línea de tiempo no tiene relación alguna con la OVA de 1988.

## Argumento
En el año 2131, Deunan Knute, una joven, legendaria soldado y superviviente de la Tercera Guerra Mundial (la cual llevó a la Tierra al borde de la destrucción), junto a su amante y camarada Briareos (quien ahora es un ciborg), es llevada a una utópica ciudad llamada Olimpo, habitada por una especie creada artificialmente conocida como Bioroide. Allí se integra en la prestigiosa organización ES. W.A.T. para servir como guardián de la ciudad. Pero descubre que no es la tierra prometida que aparenta si no otro campo de batalla más.
Los bioroides tienen una esperanza de vida mucho menor que los humanos, debido a que se les ha suprimido la capacidad de reproducirse, son una especie igual a la humana pero modificada genéticamente para no tener sentimientos y así ayudar a mantener la estabilidad del mundo mientras vigilan que los humanos no se maten entre sí. Cuando los recursos que son utilizados en la expansión de la vida de los bioroides son destruidos por una facción secreta del ejército regular de Olimpo en un ataque terrorista como parte de una demostración de miedo y odio hacia los bioroides, se forma una crisis que requiere una solución inmediata, y se revela que los datos de Appleseed todavía existen a pesar de haber sido destruidos en gran parte.
Bajo la superficie, como podemos ver, Olimpo está plagado de  facciones en conflicto. Algunos piensan que los bioroides son una amenaza al futuro de progreso de la Humanidad, mientras que otros piensan que los propios humanos son la amenaza. La última cuestión está sobre el derecho de todos a la vida, y si un grupo merece vivir más que el otro. En el centro del conflicto está Appleseed, los datos que pueden extender la vida Bioroide restaurando su capacidad reproductiva.

## Personajes

### Deunan Knute
Hija de Carl Knute y la Doctora Gilliam, Deunan, que está considerada como una hermosa guerrera de alto nivel, ha pasado casi toda su vida luchando en una guerra terminada, en su mayor parte al menos. Hasta que fue rescatada por un equipo ES.W.A.T. (Extra Special Weapons And Tactics) (Armas y Tácticas Super Especiales), liderado por Hitomi y su antiguo amante Briareos, en medio de una ciudad en ruinas justo después de que Deunan tuviera una corta pero fiera batalla con enemigos no identificados, fue finalmente evacuada de la Malatierra. Cuando llegó a Olimpo, el cambio de ambiente fue severo, pero fue un golpe mayor para ella encontrarse con Briareos y descubrir que era un ciborg tras haber perdido el 75% de su cuerpo original durante la última Guerra Mundial.
El día después de haber sido llevada a la ciudad de Olimpo, Deunan se enteró de que la mitad de la población de la ciudad estaba compuesta por humanos artificiales llamados Bioroides y que su nueva amiga, Hitomi, era una de ellos. Deunan también descubre que hay otras personas buscándola, sobre todo porque ella posee, sin saberlo, el secreto de "Appleseed". Ese interés se hará extremadamente importante cuando la vida de Hitomi corre peligro y los "Datos de Appleseed" serán necesarios para salvarla a ella y a toda la población bioroide de Olimpo. Pero si Deunan no conociera este detalle el descubrimiento de los "Datos de Appleseed" podrían condenar a la población humana a la extinción. Pero eso significaría desafiar al poderoso Ejército Regular de Olimpo (O.R.A.), compuesto únicamente por humanos y bajo el mando del General Edward Uranus III y el Coronel Hades.
Seiyūs: Ai Kobayashi (Japonés Original), Amanda Winn Lee (Inglés), Xóchitl Ugarte (Español Latinomaericano).

### Briareos Hecatonchires
Briareos era el amante de Deunan a la vez que su camarada en la batalla. Durante dos años de dura separación para ambos, fue gravemente herido en el frente del Norte de África. Cuando Hitomi y los Ancianos lo salvaron, tenía sobre el setenta y cinco por ciento del cuerpo reemplazado por componentes mecánicos de última tecnología, convirtiéndolo en un avanzadísimo cyborg. Durante la estancia de Deunan en Olimpo sus superiores de ES.W.A.T. le asignaron protegerla y comenzar a buscar los "Datos de Appleseed". En la historia original, Briareos era un hombre negro que vivía en el Mediterráneo y servía bajo las órdenes del Coronel Carl Knute, el padre de Deunan. En el manga original, Briareos y Deunan no están separados, y ella está bien enterada de los reemplazos cibernéticos de su cuerpo.
Seiyūs: Jūrōta Kosugi (Japonés Original), Jamieson Price (Inglés), José Lavat (Español Latinomaericano).

### Athena Areios
Primera ministra de Olimpo, Athena Areios es la primera Bioroide de primera generación creada por la madre de Deunan, la Doctora Gillian Knute, y fue su auxiliar de laboratorio hasta la muerte de la Doctora Knute. Como Athena no tiene las limitaciones emocionales de los bioroides de segunda generación, por esto ella tiene gran libertad para tratar de encontrar a Deunan con métodos "extraordinarios". Desde luego corre el riesgo de que el Consejo de Ancianos o el General Uranus puedan descubrirla y tomar acciones en su contra, así que ella y su jefe de personal Nike, deben ser muy cuidadosas. 
Seiyūs: Mami Koyama (Japonés Original), Mary Elizabeth McGlynn (Inglés), Romy Mendoza (Español Latinomaericano).

### Nike
Nike es la jefa de personal de Athena Areios, también la comandante en jefe de ES.W.A.T. Aunque es una bioroide de segunda generación y tiene sus emociones controladas, es extremadamente leal a Athena, por no mencionar el primer propósito de los bioroides: la salvación de la humanidad.
Seiyūs: Miho Yamada (Japonés Original), Mimi Woods (Inglés), Isabel Martiñon (Español Latinomaericano). Rut Barreiro

### Hitomi
Es una bioroide de segunda generación, se encarga de reclutar miembros para ES.W.A.T. Lideró la misión para el rescate de Deunan en la Malatierra, sí como su establecimiento en Olimpo. Aunque sus emociones están reguladas, tiene interés en la emoción del amor, y le molesta el odio, especialmente el que expresan los soldados humanos del O.R.A. (Ejército Regular de Olimpo) hacia los bioroides.
Seiyūs: Yuki Matsuoka (Japonés Original), Karen Strassman (Inglés), Ana Lucía Ramos (Español Latinomaericano).

### Yoshitsune Miyamoto
Como bioroide de segunda generación, Yoshitsune Miyamoto... o "Yoshi", es el jefe mecánico y el diseñador de los Land Strider (armaduras mecanizadas) de ES.W.A.T.
Le gustaría poder examinar más de cerca la armadura cibernética de Briareos, si él lo permitiera. Yoshi parece preocuparse por Hitomi (recordemos que es un bioroide).
Puede observarse que en el disco extra de la Edición del Director Norteamericana, Yoshitsune Miyamoto, es descrito como un humano.
Seiyūs: Toshiyuki Morikawa (Japonés Original), Dave Wittenberg (Inglés), Raúl Aldana (Español Latinomaericano).

### General Edward Uranus III
Supremo comandante de las O.R.A., el General Edward Uranus III tiene un gran desagrado por Bioroids, y desea controlarlos o eliminarlos totalmente. Pero a diferencia de su subordinado Hades, a él no se le da la irracionalidad.  Amigo de Carl Knute y la Dra. Gilliam, Uranus profundamente arrepentido de la muerte de la Dra. Gilliam quiere persuadir a Deunan para que los ayuda en sus planes.
Sin embargo, cuando el General Uranus fue alertado que el  plan del concilio de anciabis para reemplazar a los humanos con Bioroids, cuando esterilizar a los humanos usando el "D-tank", voluntariamente se rinde, antes que ser usado como un títere de los planes del concilio.

Seiyūs: Yuzuru Fujimoto (Japonés Original), Michael McConnohie (Inglés), Blas García (Español Hispanoamericano)

### Hades
El Coronel Hades es subordinado del General Uranus. Como él, desconfía de los bioroides. No obstante, su desconfianza ha pasado a ser un odio irracional en todos los sentidos, y desea verlos destruidos.
Hades sirvió bajo el mandato de Carl Knute, el padre de Deunan, en el S.W.A.T. de Los Ángeles, pero fue expulsado del cuerpo por Carl debido a sus métodos extremos. Él quedó resentido con Carl, y está furioso porque todos los bioroides tienen el A.D.N. de Carl.
Seiyūs: Takehito Koyasu (Japonés Original), Jack Aubree (Inglés), Rolando de Castro (Español Hispanoamericano)

### Kudoh
Kudoh es uno de los miembros principales de ES.W.A.T. Él participa en algunas de las sesiones de entrenamiento con Deunan y eventualmente obtiene su respeto. Cuando ella y Briareos se dirigen al antiguo laboratorio de la Dra. Gilliam Knute, Kudoh los acompaña. Después de haber sido traicionado por Leyton uno de sus camaradas de ES.W.A.T.,que simpatiza con O.R.A., Kudoh permanece apartado, cubriendo con su arma a Deunan y Briareos para que puedan escapar.
Poco después de esto, Kudoh es abatido por los soldados de O.R.A. y cae muerto en el pasillo. Deunan expresa gran angustia por su muerte, pero Briareos se la lleva renuente con O.R.A. siguiéndolos de cerca.
Seiyūs: Tadahisa Saizen (Japonés Original), Jack Aubree (Inglés), Mario Filio (Español Hispanoamericano)

### Dra. Gilliam
La Dra. Gilliam fue la científica que creó los Bioroids, así como el virus "D-tank", el cual es capaz de convertir a un humano normal en estéril.  Fue durante la creación de la primera generación que ella se dio cuenta de que el Consejo de Ancianos planeaba usar los Bioroids para reemplazar completamente la humanidad, al ser los humanos estériles por causa del virus "D-tank".  Por tanto, se aseguró de que los Bioroids no pudieran reproducirse aunque mantuvo y codificó la fórmula para activar sus sistemas reproductivos - nombre código "Appleseed" - en un pendiente el cual, después de que su asistente Athena evacuó, otorgó a su hija Deunan, con la promesa de que se lo daría a Athena si ella se lo pidiese.  Dra. Knute fue luego capturada por los militares y accidentalmente asesinada por un soldado  frente a Deunan.
Seiyūs: Emi Shinohara (Japonés Original), Mia Bradly (Inglés), Laura Ayala (Español Hispanoamericano)

## Música
La banda sonora de la película contiene temas de música electrónica, techno y trance, con la participación de artistas como Paul Oakenfold, Basement Jaxx, Boom Boom Satellites, Akufen, Carl Craig, T. Raumschmiere y Ryuichi Sakamoto en su composición.

## Secuelas
El director Shinji Aramaki también dirigió la secuela de la película en 2004, titulada Appleseed EX Machina, la cual fue lanzada en otoño del 2007 en Japón. La película presentó de nuevo animaciones generadas por ordenador y John Woo estuvo involucrado en su producción. En 2014 el director Shinji Aramaki dirigió, la que hasta ahora, es la última referencia a este serie y más apocalíptica, Appleseed Alpha, largometraje, también en 3D y que roza la imagen hiperealista.